# Tamina Stecinsky
Tamina Stecinsky (* 19. September 1997 in Hemmingen) ist eine deutsche Fußballspielerin.

## Karriere
Stecinsky startete ihre Karriere in der Jugend des GSV Pleidelsheim, bevor sie 2008 zum FV Löchgau ging.
Nach vier Jahren verließ sie den FV Löchgau und wechselte 2012 in die B-Jugend des VfL Sindelfingen. Dort gab sie am 3. Oktober 2013 ihr Bundesliga-Debüt bei der 1:8-Niederlage gegen den VfL Wolfsburg. Im Sommer 2015 verkündete sie ihren Weggang aus Sindelfingen, im Anschluss kehrte sie zu ihren Jugendverein FV Löchgau zurück.